# Diocesi di Tlaxcala
La diocesi di Tlaxcala (in latino: Dioecesis Tlaxcalensis) è una sede della Chiesa cattolica in Messico suffraganea dell'arcidiocesi di Puebla de los Ángeles. Nel 2022 contava 1.218.000 battezzati su 1.354.000 abitanti. È retta dal vescovo Julio César Salcedo Aquino, M.J.

## Territorio
La diocesi comprende lo stato messicano di Tlaxcala.
Sede vescovile è la città di Tlaxcala de Xicohténcatl, dove si trova la cattedrale di Nostra Signora Assunta. Fino al 1975 la cattedrale era la chiesa di San Giuseppe nella medesima città. Vicino all'attuale cattedrale si trovano le rovine di una chiesa precedente, anch'essa intitolata all'Assunzione di Maria Vergine, che fu cattedrale dell'attuale arcidiocesi di Puebla de los Ángeles dal 1525 al 1543.
Nel territorio diocesano sorgono anche tre basiliche minori: la basilica della Vergine della Misericordia a Apizaco, la basilica di Nostra Signora della Carità a Huamantla, e la basilica di Nostra Signora di Ocotlán a Tlaxcala de Xicohténcatl.
Il territorio si estende su una superficie di 4.060 km² ed è suddiviso in 83 parrocchie, raggruppate in 7 decanati: Natívitas, Tlaxcala, Calpulalpan, Huamantla, Chiautempan, Zacatelco e Apizaco.

## Storia
La diocesi è stata eretta il 23 maggio 1959 con la bolla Christianorum gregem di papa Giovanni XXIII, ricavandone il territorio dalle arcidiocesi di Città del Messico e di Puebla de los Ángeles. Da notare che quest'ultima arcidiocesi ebbe il nome di diocesi di Tlaxcala dal 1525 al 1903.
Nel 1962 è stato istituito il seminario vescovile.

## Cronotassi dei vescovi
Si omettono i periodi di sede vacante non superiori ai 2 anni o non storicamente accertati.
- Luis Munive Escobar † (13 giugno 1959 - 10 febbraio 2001 sollevato)
- Jacinto Guerrero Torres † (10 febbraio 2001 succeduto - 27 dicembre 2006 deceduto)
- Francisco Moreno Barrón (28 marzo 2008 - 16 giugno 2016 nominato arcivescovo di Tijuana)
- Julio César Salcedo Aquino, M.J., dal 15 giugno 2017

## Statistiche
La diocesi nel 2022 su una popolazione di 1.354.000 persone contava 1.218.000 battezzati, corrispondenti al 90,0% del totale.
| anno | popolazione | popolazione | popolazione | presbiteri | presbiteri | presbiteri | presbiteri                | diaconi | religiosi | religiosi | parrocchie |
| anno | battezzati  | totale      | %           | numero     | secolari   | regolari   | battezzati per presbitero | diaconi | uomini    | donne     | parrocchie |
| ---- | ----------- | ----------- | ----------- | ---------- | ---------- | ---------- | ------------------------- | ------- | --------- | --------- | ---------- |
| 1966 | 360.000     | 370.000     | 97,3        | 79         | 63         | 16         | 4.556                     |         |           | 125       | 42         |
| 1970 | ?           | 416.608     | ?           | 81         | 65         | 16         | ?                         |         | 20        | 176       | 42         |
| 1976 | 576.000     | 600.000     | 96,0        | 93         | 69         | 24         | 6.193                     |         | 34        | 92        | 46         |
| 1980 | 629.000     | 641.000     | 98,1        | 92         | 79         | 13         | 6.836                     |         | 23        | 125       | 48         |
| 1990 | 609.000     | 691.000     | 88,1        | 120        | 100        | 20         | 5.075                     |         | 40        | 245       | 60         |
| 1999 | 885.430     | 952.076     | 93,0        | 149        | 129        | 20         | 5.942                     | 1       | 27        | 295       | 64         |
| 2000 | 899.053     | 968.342     | 92,8        | 140        | 120        | 20         | 6.421                     | 1       | 42        | 371       | 64         |
| 2001 | 898.000     | 968.342     | 92,7        | 149        | 129        | 20         | 6.026                     | 1       | 36        | 372       | 64         |
| 2002 | 846.877     | 962.646     | 88,0        | 140        | 125        | 15         | 6.049                     | 1       | 21        | 360       | 62         |
| 2003 | 989.000     | 1.025.015   | 96,5        | 156        | 132        | 24         | 6.339                     | 1       | 34        | 361       | 62         |
| 2004 | 990.020     | 1.040.111   | 95,2        | 159        | 137        | 22         | 6.226                     | 1       | 32        | 359       | 64         |
| 2010 | 1.055.000   | 1.077.000   | 98,0        | 170        | 149        | 21         | 6.205                     | 1       | 37        | 352       | 76         |
| 2014 | 1.078.327   | 1.184.975   | 91,0        | 160        | 143        | 17         | 6.739                     |         | 19        | 201       | 74         |
| 2017 | 1.158.680   | 1.295.175   | 89,5        | 160        | 140        | 20         | 7.241                     | 1       | 22        | 167       | 75         |
| 2020 | 1.192.700   | 1.325.700   | 90,0        | 175        | 153        | 22         | 6.815                     | 1       | 23        | 168       | 82         |
| 2022 | 1.218.000   | 1.354.000   | 90,0        | 161        | 144        | 17         | 7.565                     |         | 20        | 156       | 83         |

## Galleria d'immagini

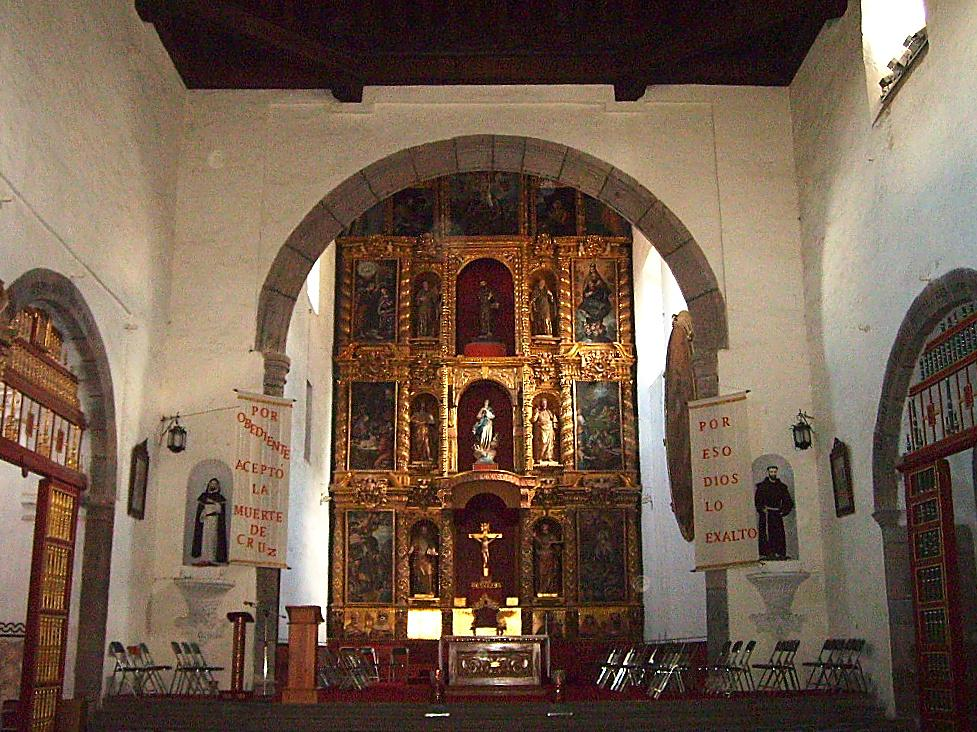
Interno della cattedrale di Tlaxcala de Xicohténcatl
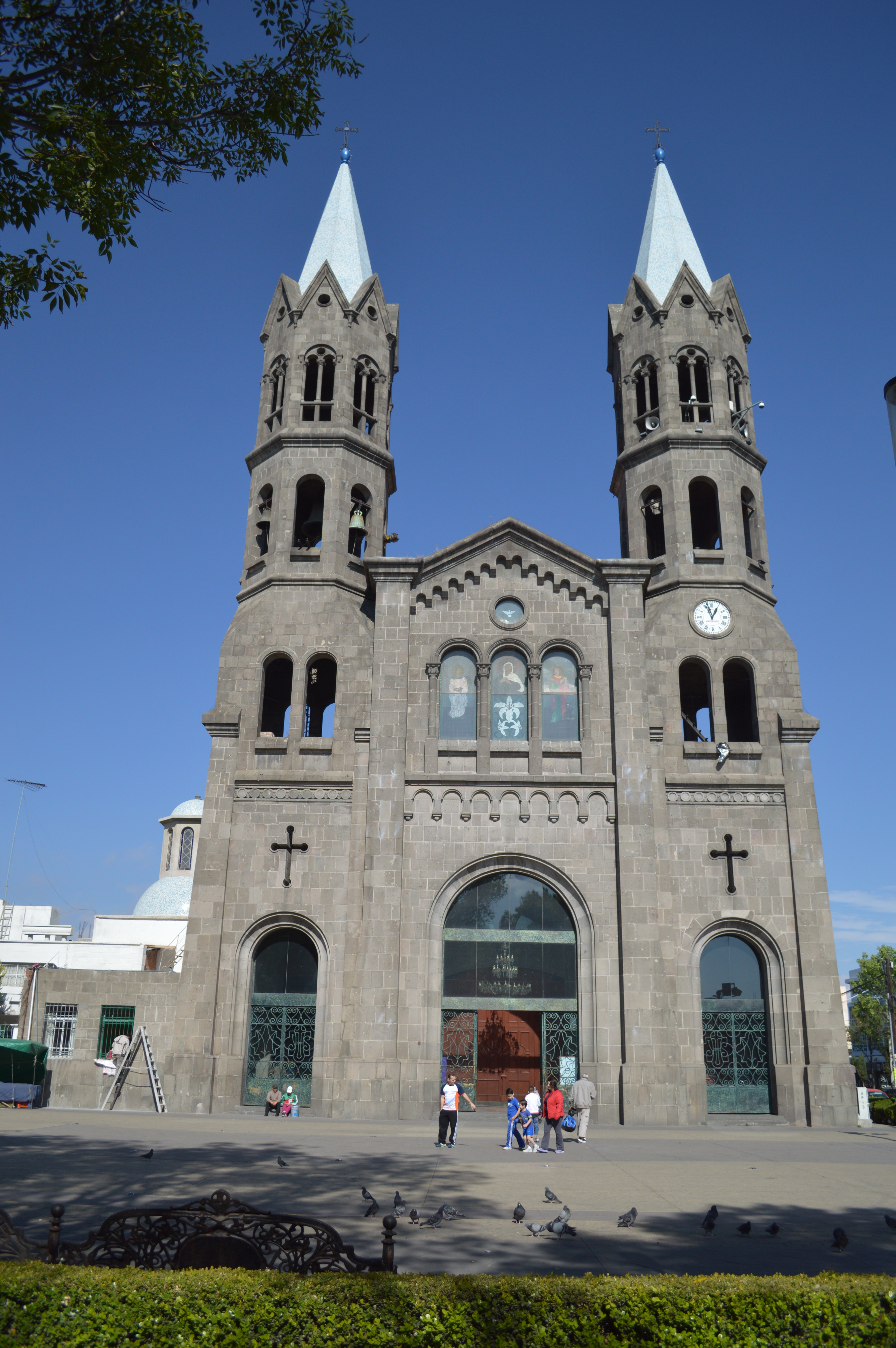
La basilica minore della Vergine della Misericordia a Apizaco
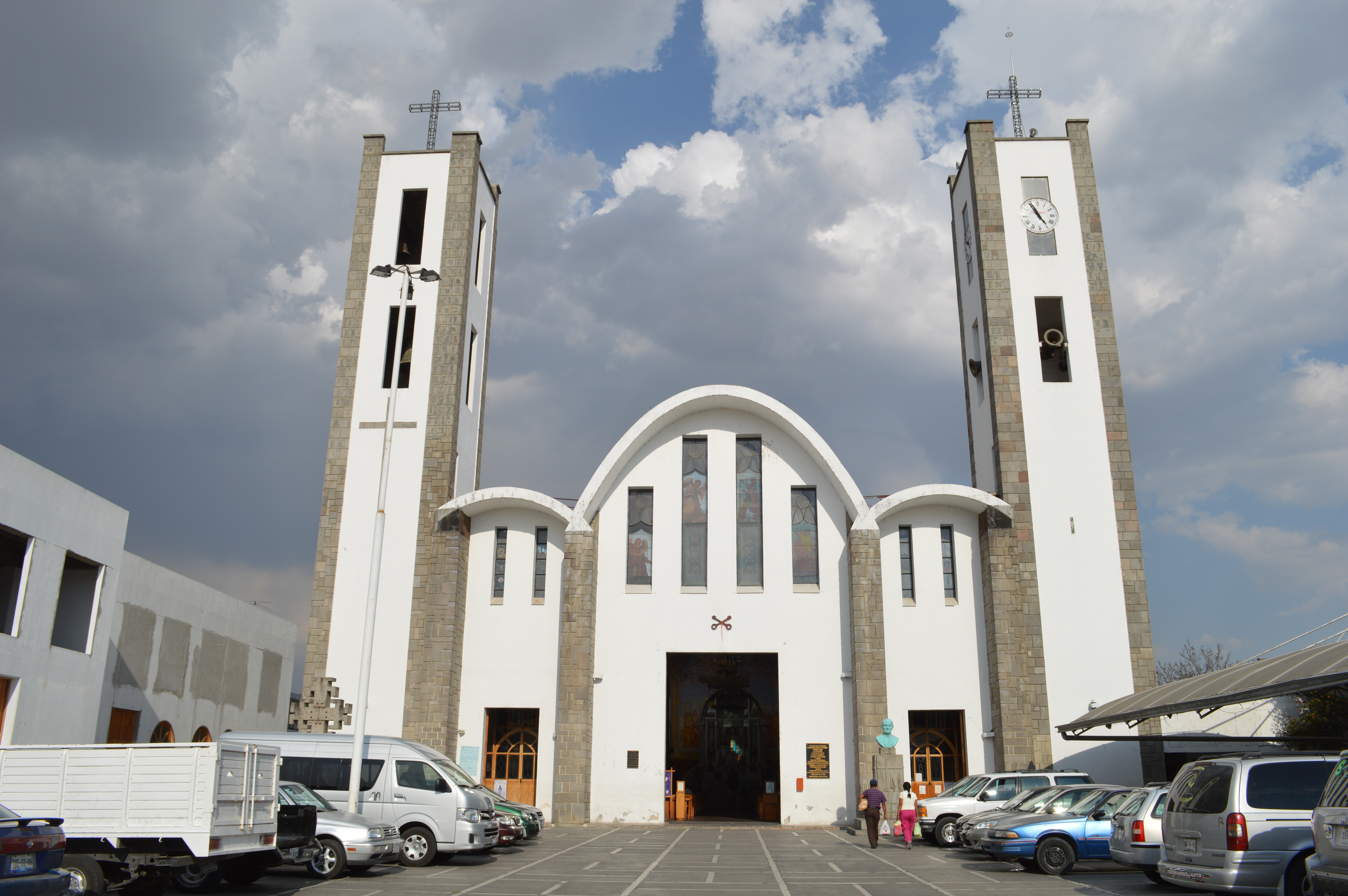
La basilica minore di Nostra Signora della Carità a Huamantla
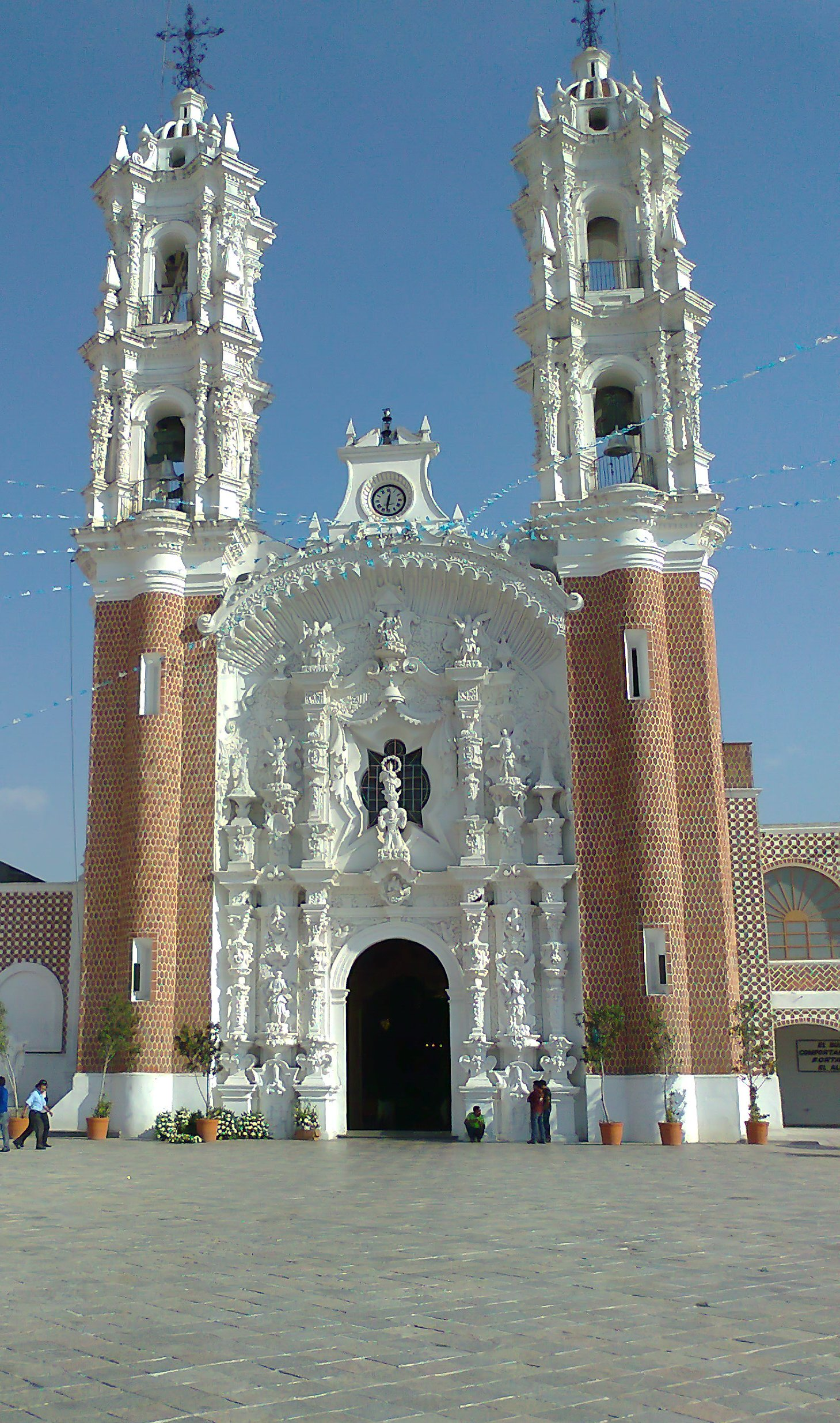
La basilica minore di Nostra Signora di Ocotlán a Tlaxcala de Xicohténcatl